# Márványos réce
A márványos réce (Marmaronetta angustirostris) a madarak osztályának lúdalakúak (Anseriformes) rendjébe és a récefélék (Anatidae) családjába tartozó Marmaronetta nem egyetlen faja.

## Rendszerezése
A fajt Édouard Ménétries francia zoológus írta le 1832-ben, az Anas nembe Anas angustirostris néven.

## Előfordulása
Dél-Spanyolországban, Észak-Afrikában és a Közel-Keleten él. Télen a Szaharáig, Indiáig is elkalandozik. Természetes élőhelyei a lagúnák, félsós, sós és édesvizű, sekély tavak, nádasok és tengerpartok.

### Kárpát-medencei előfordulása
Magyarországon, nagyon ritka kóborló.

## Megjelenése
Testhossza 39–42 centiméter, szárnyfesztávolsága 63–67 centiméter, testtömege pedig 450–600 gramm; a tojó valamivel kisebb és könnyebb a hímnél.
|  |

## Életmódja
Tápláléka változatos, főleg magvakat, zöld növényi részeket, vízirovarokat fogyaszt.

## Szaporodása
Jól rejtett fészkét, száraz növényi anyagokból, mohával és pihetollakkal bélelve, a talajra építi. Fészekalja 7-14 tojásból áll, melyen 25-27 napig kotlik.
|  |

## Természetvédelmi helyzete
Az elterjedési területe nagy, de csökken, egyedszáma is csökken. A Természetvédelmi Világszövetség Vörös listáján mérsékelten fenyegetett fajként szerepel. Magyarországon fokozottan védett, természetvédelmi értéke 250 000 Ft.